# Union des partis communistes - Parti communiste de l'Union soviétique
L'Union des partis communistes - Parti communiste de l'Union soviétique (russe : Союз коммунистических партий – Коммунистическая партия Советского Союза; СКП–КПСС; UPC–CPSU) est une organisation supranationale créée en 1993 regroupant les partis communistes de l'ex-Union soviétique et qui étaient alors affiliés au Parti communiste de l'Union soviétique.
L'actuel président de l'organisation est Guennadi Ziouganov, chef du Parti communiste de la fédération de Russie.

## Composition
La structure de l'UPC-PCUS se compose de 18 partis communistes au sein de l'ex-Union soviétique :

### Membres de plein droit
| Parti                                              | État                  | Élection                         | Chambre basse                    | Chambre haute                    | Leader                  |
| -------------------------------------------------- | --------------------- | -------------------------------- | -------------------------------- | -------------------------------- | ----------------------- |
| Parti communiste d'Abkhazie (en)                   | Abkhazie              | 2022                             | 0 / 35                           | —                                | Bakur Bebia             |
| Parti communiste arménien                          | Arménie               | 2021                             | 0 / 132                          | —                                | Erjanik Ghazaryan       |
| Parti communiste d'Azerbaïdjan                     | Azerbaïdjan           | 2020                             | 0 / 125                          | —                                | Rauf Gurbanov           |
| Parti communiste de Biélorussie                    | Biélorussie           | 2019                             | 11 / 110                         | 17 / 64                          | Alekseï Sokol (be)      |
| Parti communiste d'Estonie (en)                    | Estonie               | Parti interdit par les autorités | Parti interdit par les autorités | Parti interdit par les autorités | Vacant                  |
| Parti communiste unifié de Géorgie                 | Géorgie               | 2020                             | 0 / 150                          | —                                | Temur Pipia             |
| Parti communiste du Kazakhstan                     | Kazakhstan            | Parti interdit par les autorités | Parti interdit par les autorités | Parti interdit par les autorités | Toleubek Makhjanov      |
| Parti des communistes du Kirghizistan (en)         | Kirghizistan          | 2021                             | 0 / 120                          | —                                | Ishak Masaliev          |
| Ligue des communistes de Lettonie                  | Lettonie              | Parti interdit par les autorités | Parti interdit par les autorités | Parti interdit par les autorités | Vacant                  |
| Parti communiste de Lituanie                       | Lituanie              | Parti interdit par les autorités | Parti interdit par les autorités | Parti interdit par les autorités | Vacant                  |
| Parti des communistes de la république de Moldavie | Moldavie              | 2021                             | 10 / 101                         | —                                | Vladimir Voronin        |
| Parti communiste de la fédération de Russie        | Russie                | 2021                             | 57 / 450                         | 4 / 170                          | Guennadi Ziouganov      |
| Parti communiste sud-ossète                        | Ossétie du Sud-Alanie | 2019                             | 1 / 34                           | —                                | Stanislav Kochiev (en)  |
| Parti communiste d'Ouzbékistan (en)                | Ouzbékistan           | Parti interdit par les autorités | Parti interdit par les autorités | Parti interdit par les autorités | Kakhramon Makhmudov     |
| Parti communiste du Tadjikistan                    | Tadjikistan           | 2020                             | 2 / 63                           | —                                | Shodi Shabdolov (en)    |
| Parti communiste de Transnistrie (en)              | Transnistrie          | 2020                             | 0 / 43                           | —                                | Nadejda Bondarenko (en) |
| Parti communiste du Turkménistan (en)              | Turkménistan          | Parti interdit par les autorités | Parti interdit par les autorités | Parti interdit par les autorités | Serdar Rakhimov         |
| Parti communiste d'Ukraine                         | Ukraine               | Parti interdit par les autorités | Parti interdit par les autorités | Parti interdit par les autorités | Petro Symonenko         |